# Stadio Park Mladeži
Lo stadio Park Mladeži (in italiano "stadio parco della gioventù") è un impianto calcistico di Spalato.
È il terreno di casa della squadra del RNK Spalato.
Dal 2019 ospita l'edizione europea dell'Ultra Music Festival, conosciuto meglio come Ultra Europe.